# Adam Thomson
Adam Skene Thomson (ur. 7 grudnia 2000) – kanadyjski zapaśnik walczący w stylu wolnym. Zajął 22. miejsce na mistrzostwach świata w 2023 roku.
Brązowy medalista igrzysk panamerykańskich w 2023, a także mistrzostw panamerykańskich w 2025; piąty w 2023 i 2024 roku.
Zawodnik Bishop Carroll High Schoo i Pennsylvania State University.